# Wolfgang Brinkel

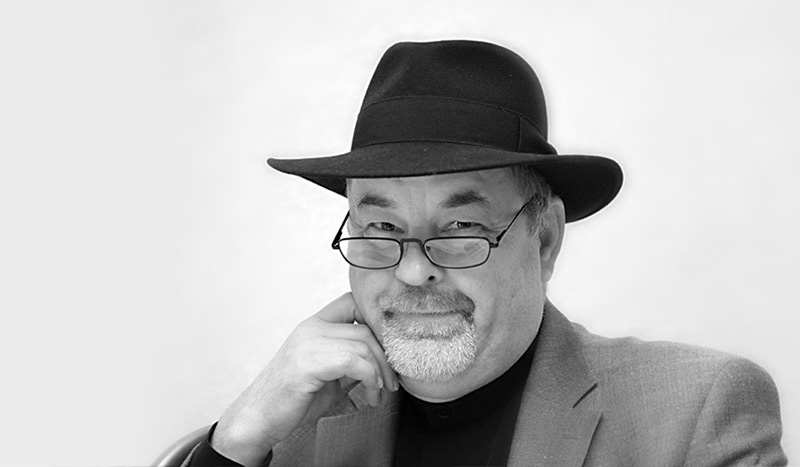
Wolfgang Brinkel

Wolfgang Brinkel (* 6. März 1946 in Stuttgart) ist ein deutscher Sozialwissenschaftler, Politiker und Publizist.

## Leben
Von 1952 bis 1960 erfolgte der Besuch der Volksschule in Stuttgart; von 1960 bis 1963 eine Lehre als Buchdrucker. 1965/1966 erwarb er die Mittlere Reife an der Evangelischen Sozialakademie Friedewald. Von 1966 bis 1970 studierte er Sozialarbeit in Ludwigsburg. Brinkel ist seit 1967 Mitglied der SPD.
Von 1973 bis 1977 absolvierte Brinkel ein Studium der Politikwissenschaft, Soziologie und Pädagogik an der Universität Freiburg. Zwischen 1975 und 1981 war er Prädikant der Evangelischen Landeskirche in Baden und von 1977 bis 1982 Geschäftsführer beim SPD-Landesverband Baden-Württemberg in Freiburg/Br. und Friedrichshafen.
Von 1982 bis 1987 folgte eine Tätigkeit als Geschäftsführer der Aktion Sühnezeichen Friedensdienste in Berlin. In dieser Zeit war er zusammen mit Christoph Heubner und Architekt Helmut Morlok aus Isny verantwortlich für den Bau der Internationalen Jugendbegegnungstätte Auschwitz/Oswiecim in Polen. Von November 1990 bis Juni 1994 war Brinkel im Rahmen eines Geschäftsbesorgungsvertrages zwischen dem Land Nordrhein-Westfalen und dem Kirchenkreis Recklinghausen nach Leipzig als Persönlicher Referent und Berater des Stadtpräsidenten Friedrich Magirius abgeordnet. 1994–1998 war er unter OB Hinrich Lehmann-Grube Leiter des Büros für Ratsangelegenheiten und ab 1996 in Personalunion zusätzlich Leiter des Geschäftsbereiches des Oberbürgermeisters und des Stadtrates, Leiter des Büros des Oberbürgermeisters und Persönlicher Referent des Oberbürgermeisters. Nach der Wahl von Wolfgang Tiefensee zum Oberbürgermeister im Juni 1998 wurde Brinkel wieder Leiter des Büros für Ratsangelegenheiten und nahm darüber hinaus die Funktion des stv. Leiter des Geschäftsbereiches des Oberbürgermeisters wahr.
Im Dezember 2000 war er Gründungsmitglied des Vereines Synagoge und Begegnungszentrum Leipzig e.V. Brinkel war seit Oktober 2001 Kaufmännischer Leiter und seit Januar 2003 Direktor des Sächsischen Epilepsiezentrums Radeberg. Beide Tätigkeiten gab er Anfang Februar 2008 an seinen Nachfolger Martin Wallmann ab. Seit 2002 ist Brinkel Prädikant der Ev.-Luth. Landeskirche in Sachsen und seit Dezember 2006 Mitglied des Fördervereins für die Internationale Jugendbegegnungsstätte in Oswiecim (Auschwitz) Polen e.V.

## Veröffentlichungen (Auswahl)
- BAföG-Handbuch für Schüler und Studenten. Freiburg/Br. 1975.
- Ratgeber für Kriegsdienstverweigerer. Freiburg/Br. 1982.
- Begegnungen – Texte zu Frieden und Versöhnung. Berlin 1985.
- Helmut Gollwitzer: Gebete. München 1987.
- 1939/1999: 1. September: Eine Arbeitshilfe für Gottesdienst und Gemeindearbeit. Erweiterte Neuauflage der Ausgabe von 1989.
- Erhard Eppler: Reden auf die Republik. Deutschlandpolitische Texte 1952 bis 1990. München 1990.
- Karl-Heinz Ronecker: Neige dein Ohr. Gebete, Meditationen und Erzählungen. München 1991.
- Davids Stern steht über Bethlehem. Ein Weihnachtslesebuch. Kaiser, 1992
- Dem Leben auf der Spur. Gedanken für jeden Tag des Jahres. Gütersloh 1996 (1997, 2001).
- Das andere Licht. Gedanken für jeden Tag im Advent. Gütersloh 1997 (1998).
- Jenseits der Zeit ist Ewigkeit · Texte der Hoffnung. Mit Aquarellen von Gerhard Stoye. Gütersloh 1997.
- Helmut Gollwitzer · Worte für jeden Tag. Gütersloh 1998.
- Alles ist Geschenk. Texte der Dankbarkeit. Mit Aquarellen von Gerhard Stoye. Gütersloh 1999.
- Es ist noch lange nicht Abend. Vom Glück, älter zu werden. Mit Aquarellen von Gerhard Stoye. Gütersloh 2000.
- Und ganz gewiß an jedem neuen Tag. Neue Gebete für jeden Tag des Jahres. Gütersloh 2000
- Dein Kreuz ist unser Leben. Gedanken für jeden Tag in der Passionszeit. Neukirchen-Vluyn 2001.
- Jeder Tag ist ein neuer Anfang. Von der Zuversicht, gesund zu werden. Mit Aquarellen von Gerhard Stoye. Gütersloh 2001.
- Das Licht der Welt. Gedanken für jeden Tag im Advent. Gütersloh 2001.
- Die Nacht wird nicht ewig dauern. Ein Buch für Menschen, die Abschied nehmen müssen. Neukirchen-Vluyn 2003
- Unsere Zeit in Gottes Händen. Evangelische Gebete. Gütersloh 2009
- Brot in deiner Hand. Erzählungen, Meditationen, Gebete. (hrsg. zus m. K.-H. Ronecker), Neukirchen-Vluyn 2010
- Karl-Heinz Ronecker [zum 75. Geburtstag] Dein Wort ist meines Fußes Leuchte. Meditationen und Gebete. Leipzig 2011/2012
- Bittet, so wird euch gegeben. Gebete für das Leben. Gütersloh 2014